# لایتنینگ (فیلم)
لایتنینگ (انگلیسی: Lightnin') فیلمی صامت در ژانر کمدی به کارگردانی جان فورد است که در سال ۱۹۲۵ منتشر شد.

## بازیگران
- جی هانت
- والاس مک دونالد
- مج بلامی
- اوتیس هارلن
- اتل کلیتون
- ادیث چپمن
- جی. فارل مک‌دانلد
- جیمز مارکوس
- ارویل آلدرسون
- اوتیس هارلن